# Caleta de Famara
Caleta de Famara ist ein Dorf auf der Nordwestseite der zu Spanien gehörenden Kanareninsel Lanzarote. Die unweit davon entfernte sichelförmig geschwungene Playa de Famara zählt zu den schönsten, aber wegen den ungestüm heranrollenden Brandungswellen auch zu den wildesten Stränden der Kanaren.

## Charakter
Der zur Gemeinde Teguise gehörige Ort hat 1139 Einwohner (Stand: 2023). Das Dorf ist durch die Landstraße LZ-402 mit Teguise verbunden. In Caleta de Famara selbst gibt es lediglich sandige Pisten. Direkt an der Küste wurde eine schmale Uferpromenade mit kleinem Hafenbecken gebaut. Hier gibt es mehrere Fischrestaurants, die für ihre Kanarische Küche bekannt sind.
Caleta de Famara liegt am östlichen Ende der Sandwüste von El Jable, einer Ebene, die sich ins Land bis zum südlichsten Punkt der Gemeindehauptstadt Teguise zieht und das Famara-Gebirge im Norden vom Timanfaya-Nationalpark im Süden trennt. Diese trockene, sandige Ebene schließt sich direkt an den hellen Sandstrand nördlich von Caleta de Famara an. Mit fünf Kilometern ist die Playa de Famara der längste Strand Lanzarotes, wegen des fast ständig wehenden Windes ist er bei Wind- und Kitesurfern aus ganz Europa bekannt. Das Famara-Massiv, der Risco de Famara, erhebt sich nördlich der Ebene und bildet weiter nach Norden eine Steilküste, deren höchster Punkt mit dem Las Peñas del Chache 671 Meter beträgt. Es ist gleichzeitig die größte Erhebung der Insel Lanzarote. 
Nahe dem Dorf liegt das Wrack eines Zementfrachters, der 1982 in der Bucht auf Grund lief. Nachdem die Ladebäume etwa Anfang der 2000er Jahre durch die Korrosion abbrachen, schaut nur noch bei Ebbe etwas Metall über die Wasseroberfläche.

## Touristisches
Östlich vom  Dorf Caleta de Famara bauten Skandinavier in den 1970er Jahren die Siedlung (Urbanisación) Casas de Famara (im Bild unten im Vordergrund), eine frühe Ferienhaussiedlung mit halbrunden Bungalows. Einheimische nennen diese Häuser respektlos Ziegenställe. An der Siedlung beginnt ein ausgewiesener Wanderweg, auf dem zur Ermita de las Nieves auf den Kamm des Famara-Gebirges aufgestiegen werden kann.

## Persönlichkeiten
Der bekannteste Künstler Lanzarotes, César Manrique, verbrachte einen Teil seiner Kindheit in Caleta de Famara und ließ sich von der Landschaft inspirieren.

## Caleta de Famara im Film
Der Spielfilm Zerrissene Umarmungen des spanischen Regisseurs Pedro Almodóvar aus dem Jahr 2009 mit Penélope Cruz in der Hauptrolle wurde in Teilen an der Famara-Küste gedreht.

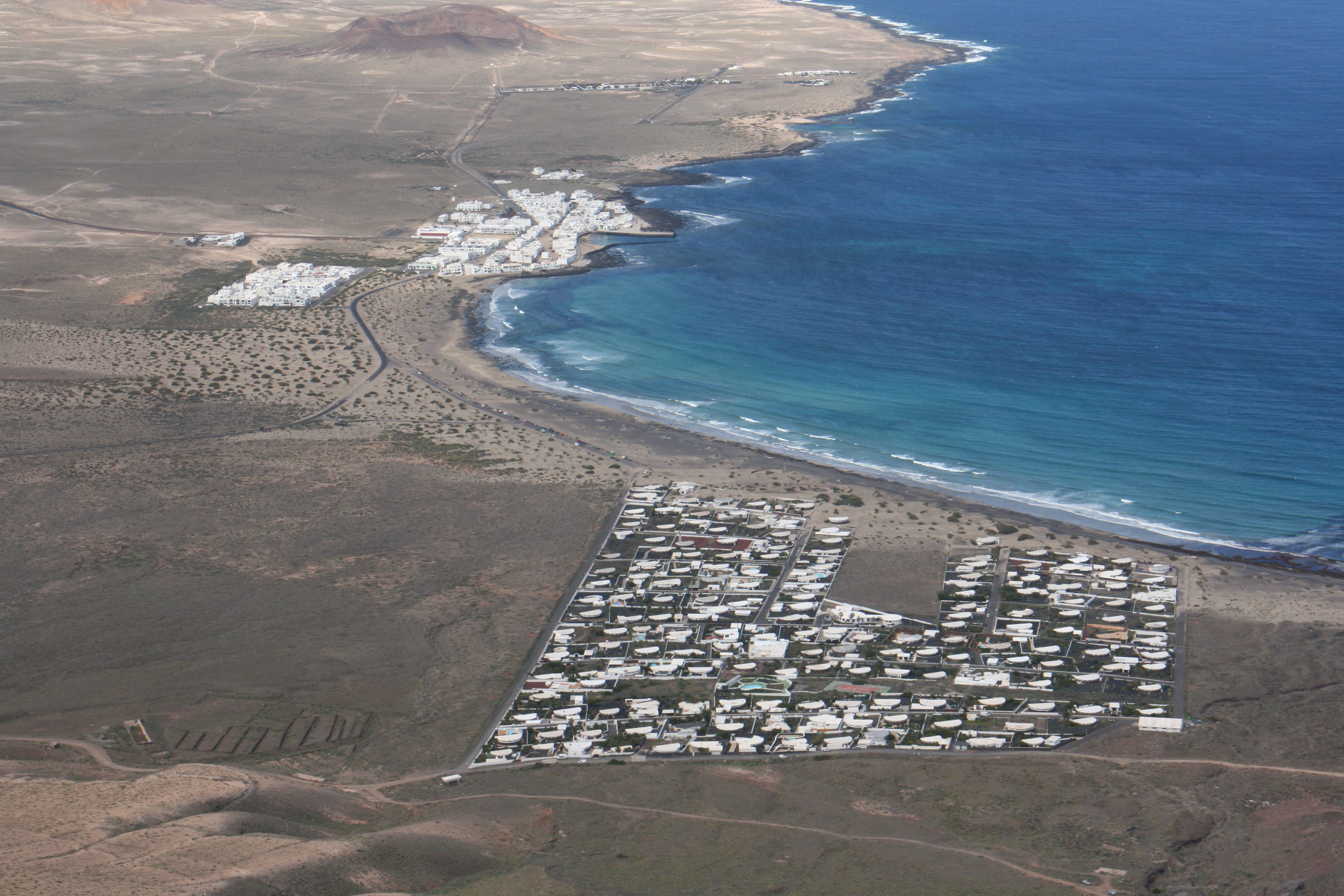
Blick vom Bergmassiv Risco de Famara auf Caleta de Famara (im Hintergrund)
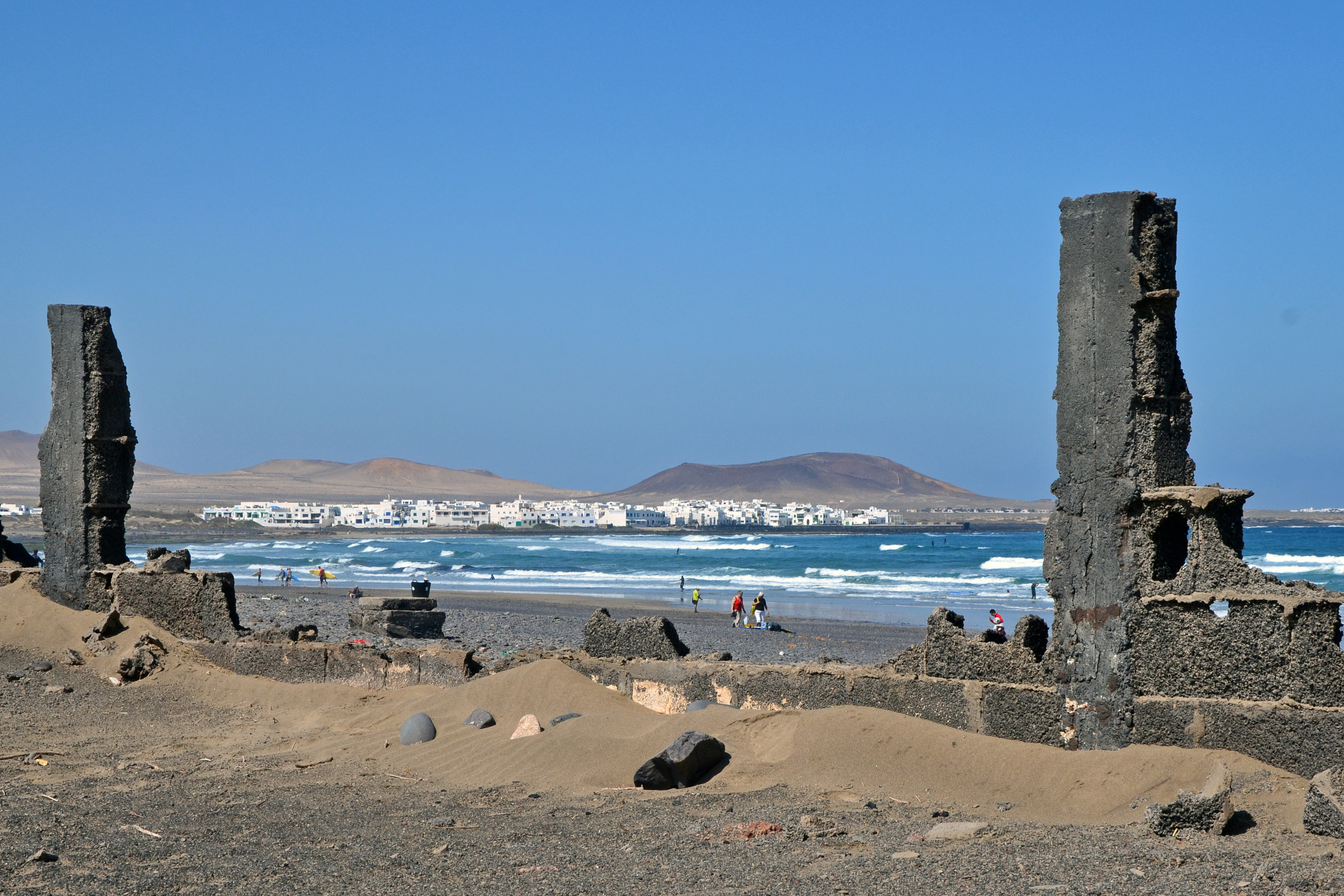
Blick von den Stranddünen auf Caleta de Famara
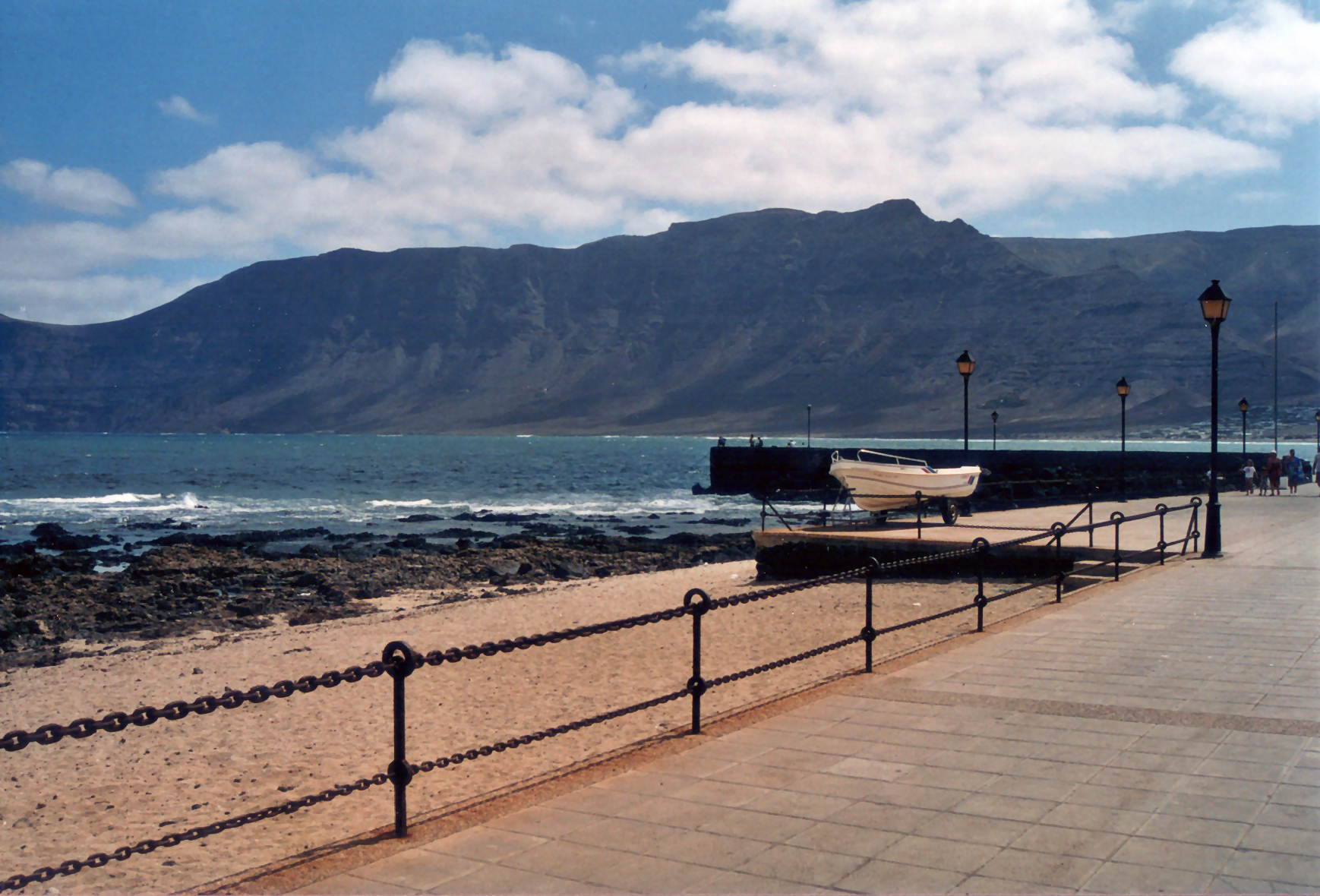
Promenade mit Blick zum Risco de Famara
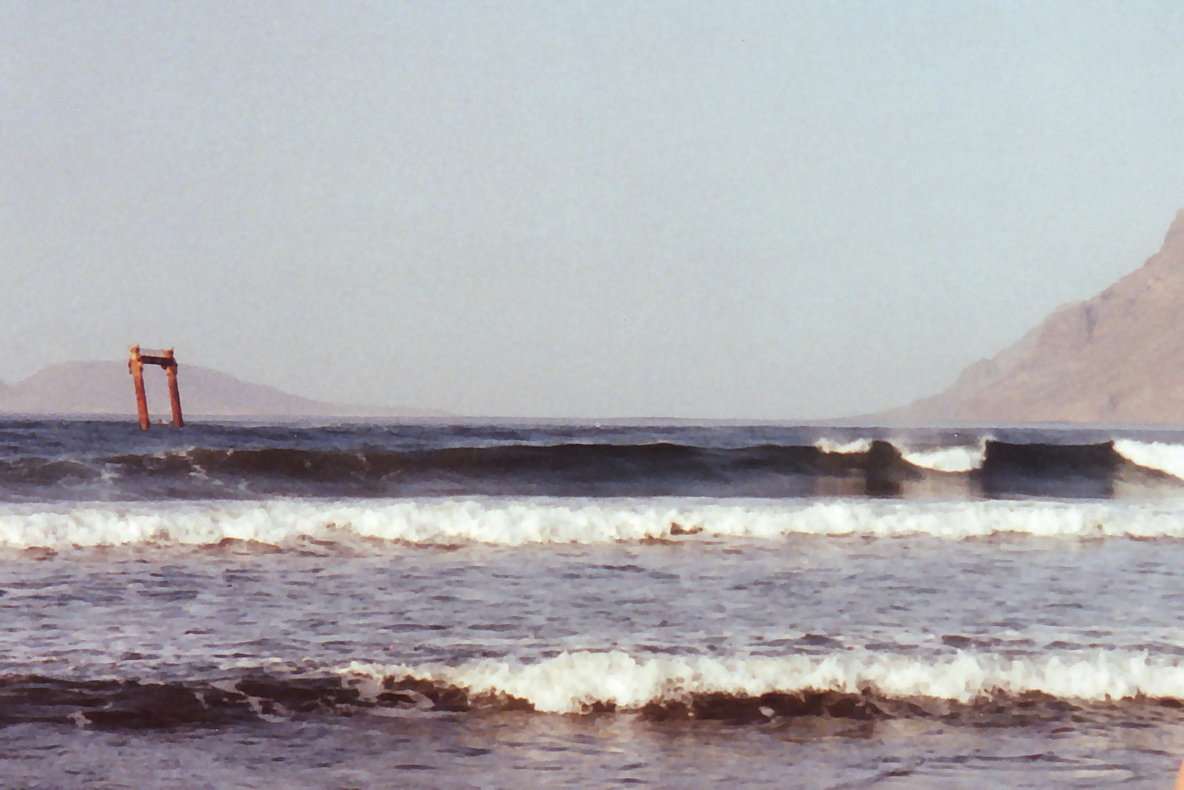
1982 gesunkener Frachter vor Caleta de Famara (1998)
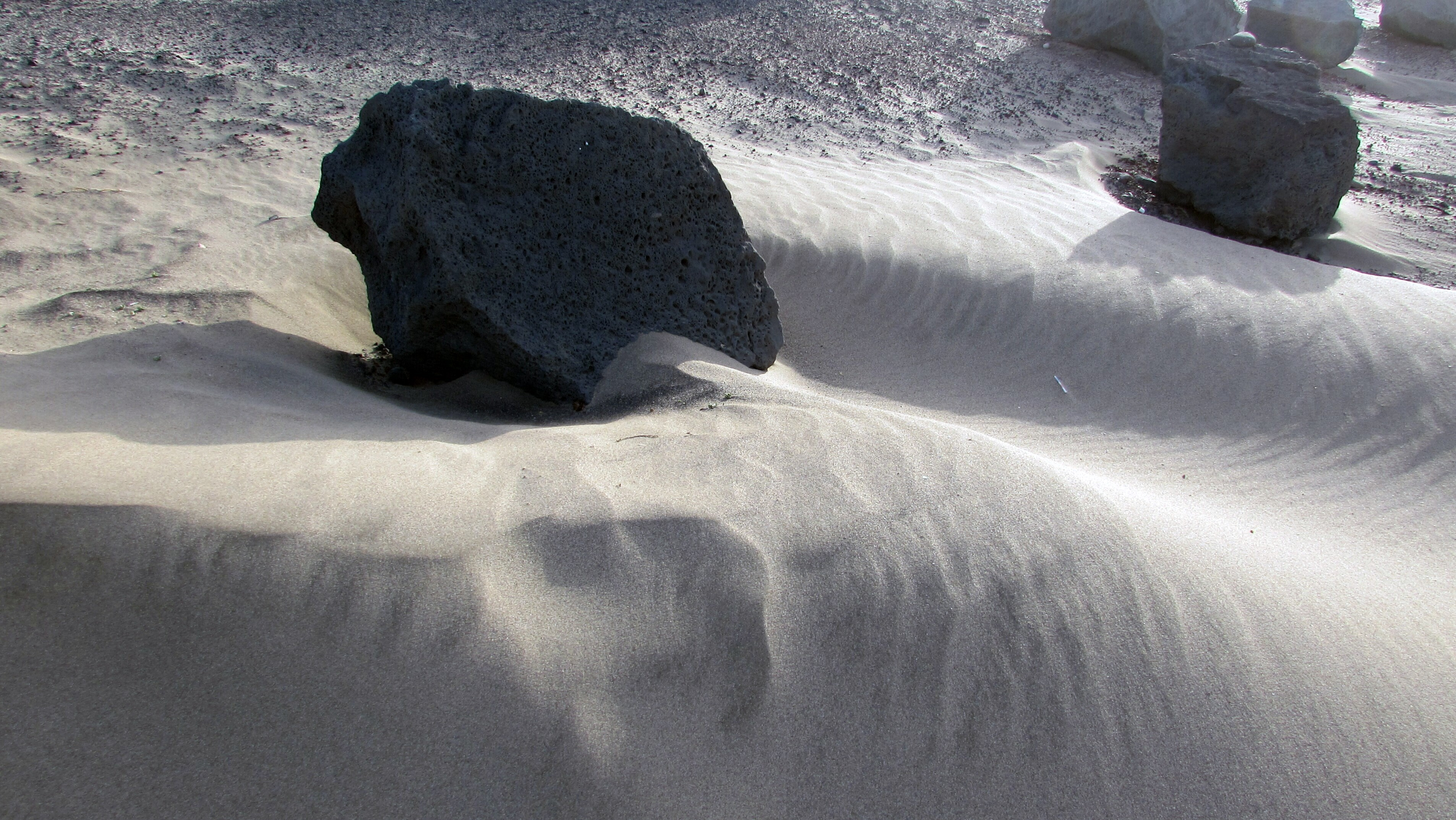
Felsenformation am Strand